# Bandha
Bandha és una tècnica del ioga per la qual es contrau una zona específica del cos durant un període concret que proporciona un efecte global. És un terme sànscrit que significa pany o bé clau.

## Beneficis
Amb aquesta contracció es pretén millorar els nivells orgànics, energètics i mentals. El ioga valora especialment el Bandha perquè permeten controlar l'energia interna (prana) tot canalitzant i acumulant-la cap al canal central (nadi sushuma). Fet que intensifica l'activitat dels txakres ajudant a dissoldre nusos psíquics (granthis). Es creu que una pràctica continuada permet un flux adequat del prana pel canal central i posteriorment un despertar i ascens del kundaliní.

## Relació de bandhes
Existeixen tres bandes, el quart és la realització conjunta dels tres:
- Mula Bandha. Significa "'tancament de l'arrel"'. La zona a contraure pels homes és el perineu, entre l'anus i els genitals. Per les dones és la cèrvix (on s'uneix la vagina i l'úter)
- Uddiyana bandha. Significa "'tancament ascendet. Es realitza amb la contracció de l'abdomen a la caixa toràcica.
- Jalandhara Bandha. Significa "'tancament de Jalandhara"'. Es realitza enfonsant la barbeta tanca al pit.[2]
- Maha bandha, és la realització alhora dels tres bandes anteriors.[3]

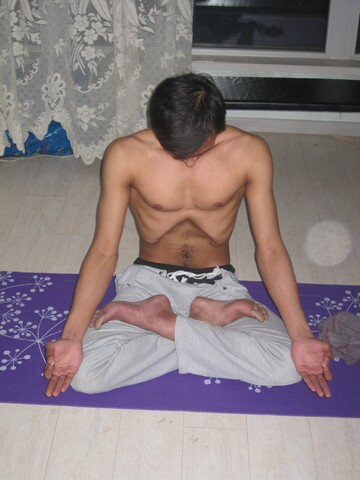
Maha bandha: els tres bandhes alhora

## Combinació
Els bandhes es poden realitzar de forma aïllada. Però la seva repercussió és major quan es combinen entre ells, amb els mudres i amb el pranayama. No obstant, s'aconsella no combinar-los amb el pranayama si no es té un bon domini de la tècnica dels bandhes.